# Rousseaceae
Rousseaceae, biljna porodica u redu zvjezdanolike. Sastoji se od dvije potporodice s 4 roda i 7 priznatih vrsta. Ime je dobila po monotipskom rodu Roussea,  čiji je jedini predstavnik  Roussea simplex, endem s Mauricijusa.

## Opis
Rousseaceae ima četiri roda malog drveća i grmlja koji se uglavnom nalaze u istočnoj Australiji, Novom Zelandu, Novoj Gvineji i Mauricijusu.
Listovi naizmjenični, jednostavni, rubovi nazubljeni, često sa žlijezdastim zupcima; stipule odsutne.
Cvatovi završni ili aksilarni, metličasti ili u gronjama. Cvjetovi aktinomorfni, dvospolni, 4-7-člani. Čašični listovi u donjoj polovici srasli. Latice slobodne ili rijetko srasle. Prašnika 5–7; bez niti; prašnici 2-lokularni, rastavljeni uzdužnim prorezima. Disk prisutan. Ovarij gornji, 4-5-lokularni; ovule brojne.
plodovi su kapsula ili bobica.

## Rodovi
1. Subfamilia Rousseoideae Horan.
  1. Roussea Sm. (1 sp.)
2. Subfamilia Carpodetoideae J. Lundb.
  1. Carpodetus J. R. Forst. & G. Forst. (4 spp.)
  2. Cuttsia F. Muell. (1 sp.)
  3. Abrophyllum Hook. fil. ex Benth. (1 sp.)